# Mark Evans (Schauspieler)
Mark Henry Evans (* 2. Januar 1985 in St Asaph, Denbighshire, Wales) ist ein britischer Theater- und Filmschauspieler, Filmregisseur, Folksänger, Tänzer und Choreograf.

## Leben
Evans wurde 1985 in St Asaph geboren und er wuchs auf einer Farm in Llanrhaeadr-yng-Nghinmeirch auf. Er ist mit dem Schauspieler Justin Mortelliti verheiratet. Er gab 2007 sein Theaterdebüt. Von Dezember 2012 bis Juni 2014 nahm er an der nordamerikanischen Theatertour zu Das Buch Mormon teil. 2009 gab er in dem Kurzfilm Dead Hungry sein Filmschauspieldebüt. Im Folgejahr übernahm er eine Nebenrolle in dem Fernsehfilm Lake Placid 3. 2018 wirkte er in der Pilotfolge der Fernsehserie Instinct mit. 2019 übernahm er eine Besetzung in dem Film Tower of Silence.
2009 erreichte in Eurovision: Your Country Needs You den dritten Platz. Am 18. Juni 2012 erschien sein Debütalbum The Journey Home, dessen Lieder teilweise in Walisisch gesungen sind. Daneben ist er als Tänzer und Tanzchoreograf tätig.

## Filmografie

### Schauspiel
- 2009: Dead Hungry (Kurzfilm)
- 2010: Lake Placid 3 (Fernsehfilm)
- 2018: Instinct (Fernsehserie, Pilotfolge)
- 2019: Tower of Silence

### Regie
- 2020: I Want Your Love (from 'The Ladies Man' a pop/rock musical) (Kurzfilm)
- 2020: If You Are Wrong (from 'The Ladies Man' a pop/rock musical) (Kurzfilm)

## Theater
- 2003–2004: Aladdin (Milton Keynes Theatre)
- 2004–2005: Aladdin (New Wimbledon Theatre)
- 2005–2006: Seven Brides for Seven Brothers
- 2005–2006: Dick Whittington (The Swan Theatre)
- 2006–2007: Spamalot (Palace Theatre)
- 2007–2008: Wicked (Apollo Victoria Theatre)
- 2008:	High School Musical (Hammersmith Apollo)
- 2008–2009: Cinderella (Churchill Theatre)
- 2009: Jet Set Go! (Jermyn Street Theatre)
- 2009–2010: Snow White and the Seven Dwarfs
- 2009–2010: The Rocky Horror Show
- 2010: Oklahoma!
- 2011: Wicked (Apollo Victoria Theatre)
- 2012: Ghost the Musical (Piccadilly Theatre)
- 2012–2014: The Book of Mormon
- 2015: The Fix (Signature Theatre)
- 2016–2017: Finian’s Rainbow (Irish Repertory Theatre)
- 2017–2019: The Play That Goes Wrong (Lyceum Theater)
- 2019: Waitress: Dr. Pomatter 	(Brooks Atkinson Theatre)
- 2019–2020: Mrs. Doubtfire (5th Avenue Theatre)
- 2020:	Present (Sondheim Theatre)

## Diskografie
- 2012: The Journey Home, Label: Sain, Erstveröffentlichung: 18. Juni 2012